# Minalin
Minalin è una municipalità di quarta classe delle Filippine, situata nella Provincia di Pampanga, nella regione di Luzon Centrale.
Minalin è formata da 15 baranggay:
- Bulac
- Dawe
- Lourdes
- Maniango
- San Francisco 1st
- San Francisco 2nd
- San Isidro
- San Nicolas (Pob.)
- San Pedro
- Santa Catalina
- Santa Maria
- Santa Rita
- Santo Domingo
- Santo Rosario (Pob.)
- Saplad